# Коридор 92 (филм)
Коридор 92 је српски документарни, играни и ратни филм творца и редитељке Слађане Зарић. Снимање филма је започето 24. јуна 2020. године на годишњицу операције Коридор 92 која се одиграла на територији Босанске Посавине на северу Босне и Херцеговине током 1992. године за време рата у Босни и Херцеговини. Непосредни повод за пробијање коридора била је смрт 12 бањалучких беба и умирање бубрежних болесника у бањалучком Клиничком центру због немогућности допремања кисеоника из правца Србије.
Премијерно је филм приказан на Дан Републике Српске, 9. јануара 2021, на програму Радио-телевизије Републике Српске. Гледаоци из Србије имали су прилику да премијерно погледају филм на првом програму Радио-телевизије Србије 20. јануара 2021.
Филм хронолошки прати дешавања, од преласка хрватске војске преко Саве, формирања логора, страдања Срба у Оџаку, Дервенти и погибије 32 војника из Војне поште Врање.
Филм о једној од најважнијих и најуспешнијих битака Војске Републике Српске представља заједнички пројекат влада Републике Српске и Србије. Филм се снимао у копродукцији Радио-телевизије Србије, Војно-филмског центра „Застава филм”, Министарства одбране Републике Србије и Радио-телевизије Републике Српске, уз техничку и логистичку подршку Републичког центра за истраживање рата, ратних злочина и тражење несталих лица.
У филму су сведочили припадници јединица које су учествовале у пробоју коридора, чак 80 лица. Стручни консултанти аутора филма били су пензионисани генерал-потпуковник и пуковник Војске Републике Српске, Бошко Келечевић и Рајко Чкоњевић.

## Радња
Хронолошки прича почиње 3. марта 1992. године, када су регуларне трупе Војске Хрватске прешле мост између Славонског и Босанског Брода и када почиње ужас у Сијековцу, погибија 32 војника ЈНА, те друга страдања, све до једне од најзначајнијих операција Војске Републике Српске — коридора живота.

## Улоге
| Глумац               | Улога                        |
| -------------------- | ---------------------------- |
| Александар Стојковић | војник ВРС Пикси             |
| Љубиша Баровић       | мајор                        |
| Вук Костић           | пуковник Триво Вујић         |
| Златан Видовић       | Горан Сивац/војник ВРС       |
| Мирјана Ђурђевић     | Азра Башић                   |
| Слободан Перишић     |                              |
| Жељко Еркић          | војник ВРС „Фрањо”           |
| Стојша Ољачић        |                              |
| Миљка Брђанин        | заробљена жена               |
| Зоран Станишић       | хрватски официр              |
| Жељко Касап          | усташки бојник/Перо Половина |
| Гаврило Јовановић    |                              |

## Продукција

### Почетна фаза
У импровизованом студију у Бањалуци снимљене су изјаве оних који су били директни учесници борби у рејону Босанске Посавине. Снимљене су исповести око 80 учесника борби.

### Снимање
Снимање остварења је почело 24. јуна 2020. у Руми и Сремској Митровици, Србија. Слађана Зарић рекла је да ће све сцене бити засноване на истинитом догађају и на сведочењима људи који су били актери пробијања коридора, а која су прикупљена у јануару.
С обзиром на то да је реч о копродукцији Министарства одбране Србије, РТС-а и РТРС-а, логистичку подршку дају јединице Војске Србије и имаћемо реконструкције битака уз употребу наоружања. Међу њима ће бити и тенкови и минобацачи.— Слађана Зарић, редитељка, Глас Српске
Сцене су снимане на неколико локација у Србији. Било је ангажовано тридесетак глумаца из Србије и Републике Српске, 40 чланова сниматељске екипе и око 70 статиста. Сваки од објеката касарне у Руми прилагођен је како би подсећао на услове у којима су водиле борбе за пробијање Пута живота, односно коридора који спаја источни и западни део Републике Српске.
Снимање филма је трајало до 19. јула. Највећи део материјала снимљено је у напуштеној касарни у Руми, војном полигону у Сремској Митровици, војном полигону „Пасуљанске ливаде” и напуштеном селу Лаудановац крај Вршца.
Директор Војно-филмског центра „Застава филм” Горан Иконић изјавио је да ће Коридор 92 имати огроман историјски значај. Додао је да ће исти филм бити заснован на потпуно истините догађаје.
Филм о бриљантној акцији Војске Републике Српске, пробоју коридора, биће потпуно истинита прича, без икаквих политичких примјеса и приказаће војничку борбу којом су спојени исток и запад Српске. Једна од основних улога „Застава филма”, која је копродуцент у овом пројекту, јесте да негујемо културу сећања на историју српске војске на нашим просторима. Овим филмом ћемо на најбољи начин промовисати војну кинематографију и сећање на једну тако славну битку.— Горан Иконић, директор „Застава филма”, Глас Српске